# Enes
Enes je moško osebno ime.

## Izvor imena
Enes je ime in izhaja iz bliznjega vzhoda, ki izhaja iz turškega Enes, to pa arabskega Änäs v prvotnem pomenu »odkrit,iskren; družaben,prijateljski«. Sorodno ime Enis izhaja iz turškega imena Enīs, to pa iz arabskega Änīsz nekdanjim pomenom »družaben; tovariš; prijatelj«. Ime Enes in njegove različice imajo na Slovenskem priseljenci iz republik bivše Jugoslavije in njihovi potomci.

## Različice imena
- moška različica imena: Enez
- ženska različica imena: Enesa
- sorodna imena: Enis (m), Eniz (m), Enisa (ž)

## Pogostost imena
Po podatkih Statističnega urada Republike Slovenije je bilo na dan 31. decembra 2007 v Sloveniji število moških oseb z imenom Enes: 445.